# آيت خباش (الريصاني)
آيت خباش هي إحدى مشيخات المملكة المغربية، تتبع جغرافيا لإقليم الرشيدية وإداريًا لالريصاني. يقدر عدد سكانها بـ 4748 نسمة حسب الإحصاء الرسمي للسكان والسكنى لسنة 2004.